# Antje Rieck-Blankenburg
Antje Rieck-Blankenburg (* 1962) ist eine deutsche Übersetzerin.

## Leben
Antje Rieck-Blankenburg schloss im Jahre 2000 ihr Studium der Skandinavistik und Germanistik an der Universität Frankfurt am Main mit dem Magistergrad ab. Seit 2002 ist sie als Gutachterin für skandinavische Literatur tätig, daneben übersetzt sie Belletristik aus dem Schwedischen, Norwegischen und Dänischen ins Deutsche. Antje Rieck-Blankenburg lebt in Frankfurt am Main. 2009 war sie Stipendiatin des Baltic Centre for Writers and Translators im schwedischen Visby.
Sie ist Mitglied im Verband deutschsprachiger Übersetzer literarischer und wissenschaftlicher Werke.

## Übersetzungen
- Arne Dahl: Gier, München [u. a.] 2012
- Arne Dahl: Zorn, München [u. a.] 2013
- Inger Frimansson: Der Schatten im Wasser, München 2007
- Jens Lapidus: Lass sie bluten, Frankfurt am Main 2012
- Jens Lapidus: Mach sie fertig, Frankfurt am Main 2012
- Jens Lapidus: Spür die Angst, Frankfurt am Main 2009
- Olle Lönnaeus: Das fremde Kind, Reinbek bei Hamburg 2011
- Olle Lönnaeus: Gottes Zorn, Reinbek bei Hamburg 2014
- Olle Lönnaeus: Der Tod geht um in Tomelilla, Reinbek bei Hamburg 2011
- Bodil Mårtensson: Die Frau im Schatten, München 2004
- Elias Palm: Todesmal, München 2013
- Mats Strandberg: Die Überfahrt, Frankfurt am Main 2017
- Karin Wahlberg: Tödliche Blumen, München 2005
- Jan Wallentin: Strindbergs Stern, Frankfurt am Main 2011